# Oskar Kokoschka
Oskar Kokoschka (Pöchlarn, 1º marzo 1886 – Montreux, 22 febbraio 1980) è stato un pittore e drammaturgo austriaco.

## Biografia
Oskar Kokoschka nacque a Pöchlarn, cittadina della Bassa Austria, il 1º marzo 1886 in una casa di periferia. Era il secondogenito di Gustav Josef Kokoschka, un orafo ceco, e Maria Romana Kokoschka (nata Loidl). Il fratello maggiore morì in tenera età nel 1887; egli aveva una sorella, Berta (nata nel 1889) ed un fratello, Bohuslav (nato nel 1892). Oskar credeva fortemente nei presagi, spronato dalla storia di un incendio scoppiato a Pöchlarn poco dopo che la madre lo aveva dato alla luce. La vita di Kokoschka non fu facile, principalmente a causa della mancanza di aiuto economico da parte del padre. La sua famiglia si trasferiva continuamente in appartamenti sempre più piccoli, sempre più lontano dal fiorente centro della città.
Concludendo che suo padre fosse un incapace, Kokoschka iniziò a rivolgersi alla madre; si sentiva egli stesso a capo della famiglia e continuò a sostenerla quando ne ebbe le possibilità economiche. Kokoschka frequentò la scuola secondaria alla Realschule, dove veniva data importanza allo studio di materie moderne come la lingua e le scienze. Kokoschka non era interessato a queste materie; scoprì infatti di eccellere unicamente nel disegno, e trascorreva la maggior parte del suo tempo leggendo letteratura classica durante le lezioni. Si dice che quest'educazione alla letteratura classica abbia influenzato le sue opere d'arte.

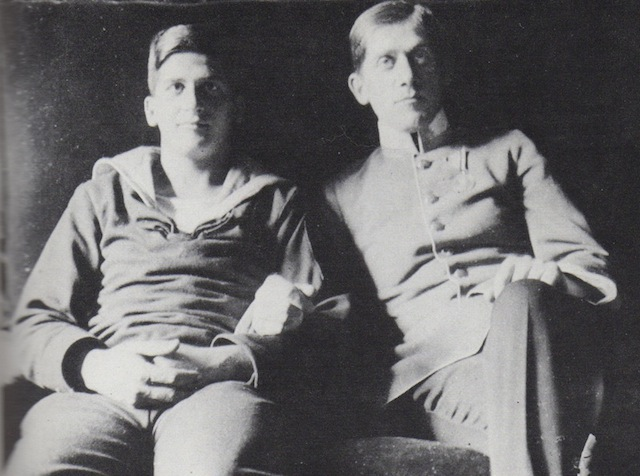
Oskar con suo fratello Bohuslav

Uno dei suoi professori suggerì che Kokoschka proseguisse scegliendo una carriera votata alle belle arti. Contro la volontà di suo padre, Kokoschka fu ammesso alla Kunstgewerbeschule (Università di Arti applicate), dove fu attratto dalle opere barocche di Franz Anton Maulbertsch, dal nuovo stile di Gustav Klimt e dalla pittura incisiva di Lovis Corinth. La sua formazione artistica è da ricondurre all'ambiente della Secessione Viennese. Studiò a diretto contatto con Gustav Klimt, grazie al quale fu presentato al pubblico viennese durante il Kunstschau (Art Show) del 1908. Proprio in quest'occasione l'artista si fece notare dalla critica, che gli attribuì l'appellativo di “super selvaggio”. Le sue opere, infatti, rifuggivano da ogni ideale di bellezza e di grazia e mettevano a nudo invece gli aspetti più duri e sconcertanti dell'esistenza. In questa stessa occasione fu rappresentato il suo dramma “Assassino, speranza delle donne” che suscitò scandalo e tumulti in platea.
Le opere prodotte tra il 1907 e il 1912 influenzarono tra gli altri, Egon Schiele; le sue figure erano disegnate in maniera delicata e disposte in modo irregolare. Nel 1910 Walden, fondatore della rivista d'avanguardia berlinese Der Sturm, convinse il giovane Kokoschka a trasferirsi a Berlino, dove iniziò a curare il “Ritratto della settimana”, divenendo il primo illustratore della rivista. Frequentò i circoli culturali radicali e d'avanguardia, nutrendo particolare ammirazione per Edvard Munch, per i Fauves e per i pittori del gruppo Die Brücke, uno dei primi nuclei dell'espressionismo tedesco. Nel 1914 divenne un membro della Secessione di Berlino, poi entrò a far parte de Der Blaue Reiter, un gruppo di artisti che facevano uso di colori puri stesi a larghe macchie.
Nei suoi lavori di questo periodo sono presenti un violento cromatismo e un'attenta analisi psicologica che intende indagare l'intimo del personaggio, influenzato in questo delle nuove teorie psicoanalitiche di Sigmund Freud. Con La sposa del vento, del 1914, la sua pittura tragica, raggiunse la piena maturità espressiva, che lo collocò in una posizione personale all'interno dell'Espressionismo. Il dipinto era un omaggio ad Alma Mahler, pittrice e compositrice austriaca, vedova del compositore Gustav Mahler, con la quale aveva avuto una sfortunata relazione amorosa che influenzò tutta la sua vita e la sua produzione. Con lo stile espressionista Oskar Kokoschka aveva in comune l'intenzione di esprimere sensazioni, sentimenti e stati d'animo e l'attitudine a deformare i soggetti, ma è divergente da quello di molti suoi contemporanei, per cui, anche se oggi viene generalmente considerato come uno dei massimi esponenti dell'espressionismo, a quel tempo fu talvolta isolato dagli altri esponenti del gruppo.
Durante la prima guerra mondiale fu ferito sul fronte orientale; dopo un ricovero all'ospedale militare, fu congedato per instabilità mentale. Dal 1917 al 1924 insegnò all'Accademia di Dresda, dove ebbe modo di studiare da vicino Rembrandt e la pittura antica. In questi anni espose alla Galleria Dada di Zurigo con Max Ernst, Paul Klee e Vasilij Kandinskij, e partecipò alla Biennale di Venezia. Kokoschka non accettò mai completamente le tendenze astrattiste: dietro alla sua convulsa espressione della realtà è sempre avvertibile la drammaticità del suo segno a spirale, di ispirazione barocca e con profonde influenze di Paul Cézanne. A partire dal 1924 viaggiò in Europa e in Africa, dipingendo i paesaggi che incontrava attraverso disegni vibranti con colori accesi. Nel 1933 soggiorna a lungo a Rapallo eseguendo numerosi ritratti, paesaggi e nudi. Si cimentò anche nella drammaturgia, scrivendo testi teatrali fondamentali per il teatro espressionista.

Tornato a Vienna, dopo l'annessione tedesca dell'Austria si rifugiò a Praga. Nel 1938, quando anche Praga stava per essere occupata dai tedeschi, emigrò a Londra. Il regime hitleriano confiscò le sue opere, alcune delle quali furono esposte a Monaco nella mostra d'arte degenerata. Nel 1953 si stabilì a Villeneuve, nel Cantone di Vaud in Svizzera. In questi anni la sua pittura si allontana progressivamente dalle tematiche dell'analisi psicologica e del subconscio per trattare i grandi spazi, i paesaggi e le vedute di città secondo schemi post-impressionisti. La ricerca dell'unione tra sentimento e forma lo spinge a cercare una partecipazione totale, senza vuoti formalismi, nei più diversi soggetti, dagli scenari di montagna ai panorami delle città. Inizia un ciclo di lezioni ed incontri che lo portano a formare numerosi artisti come Rudolf Kortokraks, Marco Sassone e Silvio Loffredo. Morì a Montreux il 22 febbraio 1980.

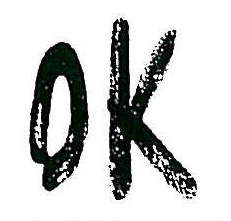
Autografo di Kokoschka

## Opere

### Natura morta con agnello morto(1909)
La Natura morta con agnello morto è un dipinto ad olio su tela di cm 84x114 realizzato nel 1909. L'opera, conservata all'Österreichische Galerie di Vienna, raffigura al centro un agnello morto, a destra c'è un vaso di fiori, in basso a sinistra c'è una tartaruga, alla sua destra un topo e una larva di salamandra.

### Ritratto di Adolf Loos(1909)
Il Ritratto di Adolf Loos è un olio su tela di cm 74x91 realizzato nel 1909. L'opera è conservata al castello di Charlottenburg (Berlino).
Al centro c'è Adolf Loos. Lo sfondo scuro mette molto in risalto il chiarore del viso e delle mani. Nei dipinti di Kokoschka si trova di solito la figura delle mani in risalto perché, secondo l'artista, esse mettono in evidenza la personalità del soggetto. Ispiratosi da un'immagine di Robert Louis Stevenson.

### La sposa del vento(1914)
Ne “La sposa del vento”, noto anche come “La tempesta”, l'artista esprime nel modo più intenso e compiuto l'esigenza di proiettare fuori di sé le proprie tensioni vitali, i propri dubbi, le proprie angosciose contraddizioni. La grande tela, risalente al 1914, rappresenta infatti la fine del travolgente e tormentato rapporto d'amore che, per oltre due anni, aveva legato l'artista ad Alma Mahler, vedova del celebre compositore boemo Gustav Mahler.
I due amanti sono rappresentati in una sorta di scomposto letto di nubi, circondati dalla tempesta di passioni, vissute con l'intensità devastante d'un amore totale. Ma al convulso agitarsi della scena si oppone il sonno sereno della donna che, ancora ignara della prossima fine, dorme tranquilla e fidente, rannicchiandosi con sensuale tenerezza contro il corpo nudo dell'amato. Kokoschka si rappresenta desto, con gli occhi che guardano lontano e le nodose mani intrecciate. I colori torbidi e impastati e il mulinare di uno sfondo misterioso partecipano con materiale evidenza al disordine interiore e all'angoscia che dilaniano l'autore.
Nell'opera, conservata al Kuntsmuseum di Basilea, Kokoschka volle mettere in risalto la sua consapevolezza riguardante il fatto che il loro amore sarebbe potuto finire da un momento all'altro. Non a caso, ciò si verificò poco tempo dopo che il quadro venne finito, ed il pittore lo vendette per comprarsi l'uniforme da cavalleria per andare in guerra.

### Londra, il ponte di Waterloo(1926)
Londra, il ponte di Waterloo è un olio su tela di 89 x 103 cm conservato nel National Museum and Gallery of Wales, a Cardiff. Kokoschka solitamente ha rappresentato alcune vedute cittadine di Londra e in questo caso ha dipinto il ponte di Waterloo da due angolazioni diverse prese dall'hotel in cui alloggiava. Questo dipinto raffigura il fiume Tamigi attraversato da diverse piccole barche e dal ponte di Waterloo e quello di Blackfriars; in lontananza si può scorgere la cattedrale di Saint-Paul.

## La produzione teatrale
Kokoschka si fece interprete delle inquietudini dell'uomo e della continua lotta tra gli archetipi di Uomo e Donna alla ricerca del Neue Mensch (Uomo Nuovo) nella sua produzione teatrale, che subì un forte ostracismo in Italia a causa dello stile denso di ermetismi e complesse ellissi. Ognuna delle sue opere è scontro tra dualismi opposti (Uomo-Donna, Luce-Ombra), e non di rado la morte e la rinascita giocano ruoli fondamentali per la nascita di una nuova identità.
- 1909: Mörder, Hoffnung der Frauen (Assassino, speranza delle donne)
- 1911: Der brennende Dornbusch (Il roveto ardente)
- 1917: Hiob (Giobbe), inizialmente conosciuto come Sphinx und Strohmann (Sfinge e uomo di paglia)
- 1919: Orpheus und Eurydike (Orfeo ed Euridice)
- 1972: Comenius

## Documentari
- 2017 - Kokoschka, Oeuvre-Vie, Michel Rodde,
- 1976 - Oskar Kokoschka, Gianpaolo Tescari (Dokumentarfilm)
- 1966 - Oskar Kokoschka malt Konrad Adenauer - Notizen einer Begegnung, Gerhard Schmidt (Cortometraggi)